# カンザス・スピードウェイ
カンザス・スピードウェイ (Kansas Speedway) は、アメリカ合衆国のサーキット。カンザス州カンザスシティに所在する。1周1.5マイル(2,400m) のオーバルトラック。
竣工は2001年。同じ2001年に同じようなミドルバンク1.5マイルトラックとして建設されたシカゴランド・スピードウェイと姉妹トラックと言われることもある。

## トラックの特徴
- コース寸法

|                        | 個数                   | 長さ                 | バンク角           |
| ---------------------- | ---------------------- | -------------------- | ------------------ |
| フロントストレッチ     | 1                      | 2685フィート(818.4m) | 10°                |
| バックストレッチ       | 1                      | 2207フィート(672.7m) | 5°                 |
| ターン                 | 4                      | 2735フィート(922.9m) | 17-20°             |
| 全長：1.5マイル(2414m) | 全長：1.5マイル(2414m) | 路面：アスファルト   | 路面：アスファルト |

改修以前のターンバンクは15度で、これはNASCARが開催される1.5マイルオーバルとしては当時最も低いバンク角であった。性質的にはハイバンク1.5マイルトラックのスピーディな展開と混戦というよりは、2マイルローバンクトラックに似た縦に長い展開になりやすい。ラインはロー・ミドル・ハイの3本が同じように使えるが、同じようにラインの自由度が高いオートクラブ・スピードウェイやミシガン・インターナショナル・スピードウェイと違いコース幅が狭いので、3ワイドはかなり難しい。
ただ、チェイス突入後初の1.5マイル、そしてある程度のバンクを持つということで、このトラックで上位に来たドライバーがシーズンをリードすることが多く、シーズンを占う一戦としての性格が強い。また、2011年の改修によって、ターンバンクが17-20度のプログレッシブバンクとなった。これにより予選速度は190mph台に達し、高速オーバルの一面が強くなった。
インディカー・シリーズでもシーズン最初のオーバル戦だったため、こちらもシーズンを占うレースとして位置づけられていた。

## NASCARカップ・シリーズ 結果

### NASCARレコード
| 最多勝                  | 3    | ジェフ・ゴードン ジミー・ジョンソン ケヴィン・ハーヴィック                    |
| 最多トップ5             | 11   | ジェフ・ゴードン                                                              |
| 最多トップ10            | 17   | ジミー・ジョンソン                                                            |
| 最多出走                | 24   | カート・ブッシュ ケヴィン・ハーヴィック ライアン・ニューマン マット・ケンゼス |
| 最多ポール              | 4    | ケヴィン・ハーヴィック                                                        |
| 最多ラップ              | 6514 | ケヴィン・ハーヴィック                                                        |
| 最多ラップリード        | 774  | マット・ケンゼス                                                              |
| アベレージスタート*     | 10.1 | ジョーイ・ロガーノ                                                            |
| アベレージフィニッシュ* | 8.2  | ラスティ・ウォレス                                                            |

* 出走回数5回以上に限定。

### NASCARカップ・シリーズ優勝者
- (*)はグリーン・ホワイト・チェッカールールのため延長となったレース

| シーズン | 日付     | レース                                    | 優勝者               | 車番 | スポンサー                        | 車種                      | 距離                   | 平均スピード               | タイム差   |
| -------- | -------- | ----------------------------------------- | -------------------- | ---- | --------------------------------- | ------------------------- | ---------------------- | -------------------------- | ---------- |
| 2001     | 9月30日  | Protection One 400                        | ジェフ・ゴードン     | 24   | デュポン                          | シボレー・モンテカルロ    | 400.5マイル (644.5 km) | 176.499 mph (284.048 km/h) | 0.413 sec  |
| 2002     | 9月29日  | Protection One 400                        | ジェフ・ゴードン     | 24   | デュポン                          | シボレー・モンテカルロ    | 400.5マイル (644.5 km) | 177.924 mph (286.341 km/h) | 0.618 sec  |
| 2003     | 10月5日  | Banquet 400 presented by ConAgra Foods    | ライアン・ニューマン | 12   | オールテル                        | ダッジ・イントレピッド    | 400.5マイル (644.5 km) | 180.373 mph (290.282 km/h) | 0.863 sec  |
| 2004     | 10月10日 | Banquet 400 presented by ConAgra Foods    | ジョー・ネメチェク   | 01   | アメリカ陸軍                      | シボレー・モンテカルロ    | 400.5マイル (644.5 km) | 180.156 mph (289.933 km/h) | 0.081 sec  |
| 2005     | 10月9日  | Banquet 400 presented by ConAgra Foods    | マーク・マーティン   | 6    | バイアグラ                        | フォード・トーラス        | 400.5マイル (644.5 km) | 180.856 mph (291.060 km/h) | 0.557 sec  |
| 2006     | 10月1日  | Banquet 400 presented by ConAgra Foods    | トニー・スチュワート | 20   | ザ・ホーム・デポ                  | シボレー・モンテカルロ SS | 400.5マイル (644.5 km) | 178.377 mph (287.070 km/h) | 12.422 sec |
| 2007     | 9月30日  | LifeLock 400                              | グレッグ・ビッフル   | 16   | Aflac                             | フォード・フュージョン    | 315マイル (507 km)*    | 175.063 mph (281.737 km/h) | UC         |
| 2008     | 9月28日  | Camping World RV 400 presented by Coleman | ジミー・ジョンソン   | 48   | ロウズ                            | シボレー・インパラ SS     | 400.5マイル (644.5 km) | 133.549 mph (214.926 km/h) | 0.280 sec  |
| 2009     | 10月4日  | Price Chopper 400                         | トニー・スチュワート | 14   | オフィス・デポ / オールドスパイス | シボレー・インパラ SS     | 400.5マイル (644.5 km) | 137.144 mph (220.712 km/h) | 0.894 sec  |

## 以前開催されたレース
- NASCAR ウィンストン・ウェスト - Kansas 100 (2001 - 2002)
- CART デイトン・インディ・ライツ・シリーズ - Kansas 100 (2001)
- ARCA レーシング・シリーズ - Kansas Lottery $150 Grand (formerly 200)
- USAC シルバー・クラウン・シリーズ - KansasSpeedway.com 100

## トラックレコード
| 記録                                              | 日付                                       | ドライバー                                 | タイム                                     | 速度/平均速度                              |
| モンスターエナジー・NASCARカップ・シリーズ        | モンスターエナジー・NASCARカップ・シリーズ | モンスターエナジー・NASCARカップ・シリーズ | モンスターエナジー・NASCARカップ・シリーズ | モンスターエナジー・NASCARカップ・シリーズ |
| ------------------------------------------------- | ------------------------------------------ | ------------------------------------------ | ------------------------------------------ | ------------------------------------------ |
| 予選                                              | 2014年10月3日                              | ケヴィン・ハーヴィック                     | 27.304                                     | 197.773 mph (318.285 km/h)                 |
| 決勝                                              | 2012年4月22日                              | デニー・ハムリン                           | 2:54:02                                    | 144.122 mph (231.942 km/h)                 |
| NASCAR エクスフィニティ・シリーズ                 |                                            |                                            |                                            |                                            |
| 予選                                              | 2015年10月16日                             | マット・ケンゼス                           | 29.204                                     | 184.906 mph (297.577 km/h)                 |
| 決勝                                              | 2001年9月29日                              | ジェフ・グリーン                           | 2:19:24                                    | 129.125 mph (207.807 km/h)                 |
| NASCAR キャンピング・ワールド・トラック・シリーズ |                                            |                                            |                                            |                                            |
| 予選                                              | 2015年5月8日                               | エリック・ジョーンズ                       | 30.101                                     | 179.396 mph (288.710 km/h)                 |
| 決勝                                              | 2001年7月7日                               | リッキー・ヘンドリック                     | 2:00:09                                    | 125.094 mph (201.319 km/h)                 |
| ベライゾン インディカー・シリーズ                 |                                            |                                            |                                            |                                            |
| 予選                                              | 2002年7月6日                               | スコット・ディクソン                       | 24.761                                     | 218.085 mph (350.974 km/h)                 |
| 決勝                                              | 2007年4月29日                              | ダン・ウェルドン                           | 1:36:56                                    | 188.169 mph (302.829 km/h)                 |